# Český klub skeptiků Sisyfos
Český klub skeptiků Sisyfos (Czeski Klub Sceptyków Sisyfos) jest czeską organizacją non-profit sceptyków naukowych, założoną w 1994, z siedzibą w Pradze. Głównymi celami i misją jest szerzenie i obrona odkryć i wyników współczesnej nauki, promowanie racjonalnego i krytycznego myślenia, zaznajomienie społeczeństwa z zasadami metody naukowej, wypowiadanie się przeciwko szerzeniu wiary w zjawiska paranormalne i pseudonauki, upewnianie się, że uniwersytety, stowarzyszenia naukowe i instytucje aktywnie bronią nauki i krytycznego myślenia, badanie kontrowersji i fałszywych twierdzeń, pomoc obywatelom w obronie przeciwko fałszywym produktom i niebezpiecznym środkom i zabiegom medycyny niekonwencjonalnej. Klub nie zamierza zajmować się sprawami religijnymi, moralnymi i politycznymi.
Do klubu należy około 400 członków. Jest on częścią amerykańskiej organizacji Committee for Skeptical Inquiry i członkiem European Council of Skeptical Organisations (ECSO). Od roku 2000 jest także członkiem czeskiej organizacji Rada vědeckých společností České republiky (Rada Społeczności Naukowych Republiki Czeskiej). Do członków organizacji należą m.in. astronom i popularyzator nauki Jiří Grygar i publicystka Věra Nosková. Nazwa organizacji nawiązuje do mitologicznego Syzyfa i symbolizuje przekonanie założycieli, że czeka ich syzyfowa praca.

## Działalność
Organizacja pulikuje swoje czasopismo, zarówno w Internecie, jak też jako drukowany dziennik, organizuje serię wykładów pod nazwą Věda kontra iracionalita (Nauka kontra irracjonalność) i publikuje kilka kolekcji książek.

### AntynagrodaBludný balvan
Klub przyznaje także antynagrodę pod nazwą Bludný balvan (Eratyk), „by podkreślić wkład osoby lub grupy w otumanianie czeskiego społeczeństwa i rozwój mętnego sposobu myślenia”.

### Newsletter Sisyfos
Od roku 1995 organizacja wydaje 3 do 4 razy w roku newsletter pod tytułem Neperiodický zpravodaj občanského sdružení Sisyfos (Nieperiodyczny Raport o Organizacji Sisyfos). Zawiera artykuły czeskich i zagranicznych ekspertów, jak również informacje o aktualnych wydarzeniach związanych z klubem. Od roku 2000 newsletter jest dostępny bezpłatnie na stronie klubu.

## Sisyfos a religia
Zgodnie z misją organizacji odmawia ona ingerowania w tematy religijne. Członkowie klubu to zarówno ateiści, jak i wierzący. Mimo to klub opublikował kilka artykułów na temat nauki, sceptycyzmu i religii. Po wewnętrznej debacie ostatecznie zdecydowano w lutym 2001, że ze względów praktycznych klub nie będzie się zajmował sprawami religii.